# Mateusz Sopoćko
Mateusz Sopoćko (ur. 26 czerwca 1999 w Gdańsku) – polski piłkarz występujący na pozycji środkowego pomocnika w polskim klubie Sokół Kleczew.

## Kariera klubowa

### Lechia Gdańsk
Mateusz Sopoćko rozpoczął swoją juniorską karierę w 2011 roku w męskim oddziale Akademii Piłkarskiej LG Gdańsk. W 2015 roku przeniósł się do juniorów Lechii Gdańsk, gdzie spędził pozostałe 3 lata swojej juniorskiej kariery. W 2018 roku został przeniesiony z drużyny juniorskiej Lechii do seniorów. W pierwszym zespole Lechii zadebiutował 30 czerwca 2018 roku w meczu towarzyskim przeciwko Chojniczance Chojnice (5:1), gdzie również strzelił swoją pierwszą bramkę w barwach Lechii. 4 sierpnia 2018 roku zadebiutował w Ekstraklasie, gdzie wszedł na boisko za Patryka Lipskiego w meczu przeciwko Legii Warszawa (0:0). W sezonie 2018/19 Lechia dotarła do finału Pucharu Polski, w którym zwyciężyła z Jagiellonią Białystok (0:1), dzięki czemu Sopoćko został zdobywcą Pucharu Polski. 13 lipca 2019 roku jego drużyna rozegrała mecz o Superpuchar Polski z Piastem Gliwice, który Lechia wygrała 3:1, zwyciężając tym samym Superpuchar Polski, przy czym Sopoćko nie był w szerokim składzie Lechii w tym spotkaniu.

### Podbeskidzie Bielsko-Biała
22 sierpnia 2019 roku Sopoćko został wypożyczony na sezon do Podbeskidzia Bielsko-Biała bez możliwości pierwokupu. W przeciągu sezonu 2019/2020 w I lidze polskiej rozegrał 19 spotkań, gdzie strzelił 3 bramki. Debiutancki mecz dla Podbeskidzia rozegrał 24 sierpnia w rozgrywkach I ligi przeciwko Olimpii Grudziądz (2:1), a pierwszą bramkę w barwach "Górali" zdobył 5 października przeciwko GKS-owi Bełchatów.

## Kariera reprezentacyjna
W marcu 2019 roku Sopoćko został powołany przez Jacka Magierę do reprezentacji Polski U-20 Na mecz towarzyski przeciwko reprezentacji Japonii U-20 (4:1), ale Sopoćko nie wystąpił w tym spotkaniu.

## Statystyki
(Aktualne na dzień 4 grudnia 2020)
| Klub                              | Sezon              | Liga               | Liga  | Liga | Puchar kraju | Puchar kraju | Europa | Europa | Inne  | Inne | Suma  | Suma |
| Klub                              | Sezon              | Liga               | Mecze | Gole | Mecze        | Gole         | Mecze  | Gole   | Mecze | Gole | Mecze | Gole |
| --------------------------------- | ------------------ | ------------------ | ----- | ---- | ------------ | ------------ | ------ | ------ | ----- | ---- | ----- | ---- |
| Lechia Gdańsk                     | 2018/19            | Ekstraklasa        | 5     | 0    | 1            | 0            | -      | -      | -     | -    | 6     | 0    |
| Lechia Gdańsk                     | Ogólnie            | Ogólnie            | 5     | 0    | 1            | 0            | 0      | 0      | 0     | 0    | 6     | 0    |
| Podbeskidzie Bielsko-Biała (wyp.) | 2019/20            | I liga             | 19    | 3    | 1            | 0            | -      | -      | -     | -    | 19    | 3    |
| Podbeskidzie Bielsko-Biała (wyp.) | Ogólnie            | Ogólnie            | 19    | 3    | 0            | 0            | 0      | 0      | 0     | 0    | 20    | 3    |
| Lechia Gdańsk                     | 2020/21            | Ekstraklasa        | 4     | 0    | 1            | 0            | -      | -      | -     | -    | 5     | 0    |
| Lechia Gdańsk                     | Ogólnie            | Ogólnie            | 4     | 0    | 1            | 0            | 0      | 0      | 0     | 0    | 5     | 0    |
| Ogólnie w karierze                | Ogólnie w karierze | Ogólnie w karierze | 28    | 3    | 3            | 0            | 0      | 0      | 0     | 0    | 31    | 3    |

## Sukcesy

### Lechia Gdańsk
- Puchar Polski (1×): 2018/2019
- Superpuchar Polski (1×): 2019